# Nyasia
Blanca Batista Santiago, conhecida como Nyasia, é uma cantora americana de freestyle e dance-pop. Nyasia é melhor lembrada por seu single "Who's Got Your Love", que chegou a posição #95 na Billboard Hot 100.

## Discografia

### Álbuns de estúdio
| Ano  | Detalhes do álbum                                        |
| ---- | -------------------------------------------------------- |
| 1994 | Nyasia - Lançado: 1994 - Gravadora: Micmac Records       |
| 2010 | This Is Me - Lançado: 2010 - Gravadora: Tazmania Records |

### Singles
- 1991: "Now and Forever"
- 1992: "Who's Got Your Love"
- 1992: "I'm the One"
- 1993: "Midnight Passion"
- 1993: "Don't Waste My Time "
- 1994: "Take Me Away"
- 1995: "Two Time Lover"
- 1996: "I Feel the Way U Do"
- 2009: "Beytray"
- 2011: "99 & 1/2"